# Can Rodó
Can Rodó és un edifici del municipi de Sant Feliu de Codines (Vallès Oriental) inclosa en l'Inventari del Patrimoni Arquitectònic de Catalunya. La casa va ser comprada per [Teresa Rodó] a principis del segle XX i actualment pertany a la familia Molins López-Rodó.

## Descripció
Es tracta d'un edifici entre mitgeres enrederint la línia de la façana de la resta del carrer. Compost de planta baixa i dos pisos i de coberta plana limitada per una balustrada que inclou un frontó que porta incorporat un rellotge; el conjunt de la composició és complex, ja que apareixen tres cossos: el central sobresurt de la resta i és de composició plana i simètrica, el del costat sud d'igual tractament que el central i el del costat nord que està edificat en dues fases de tractament formals diferents perjudicant la composició clàssica de la plaça.

## Història
Can Rodó, antiga casa de Can Déu Ric, fou edificat a principis del s. XX. Abans que la casa fos adquirida pels Rodó, Laureano López Rodó era membre d'aquesta família, els propietaris eren la branca noble de la família Déu, una de les famílies més influents a Sant Feliu durant molt de temps. L'any 1749 la família de Can Déu Ric va fer construir una capella al costat del casal, és la capella de Sant Francesc que encara es conserva.